# Vera Johanides
Vera Johanides (Tompojevci, 8. listopada 1917. – Zagreb, 16. listopada 2000.), professor emeritus, sveučilišna profesorica biotehnologije, utemeljiteljica je biotehnologije, a posebno biokemijskoga inženjerstva u Hrvatskoj. Bila je počasna članica Akademije tehničkih znanosti Hrvatske (HATZ).

## Životopis
Rođena je u Tompojevcima, Općina Vukovar; u Vukovaru je maturirala i ostala trajno vezana za ovaj kraj. Još prošle godine bila je jedan od organizatora “Ružičkinih dana” u Vukovaru. Studij je završila u Ljubljani, gdje je izradom disertacije s područja antibiotika 1955. godine stekla i svoja prva iskustva s antibioticima i industrijskom mikrobiologijom uopće. Za redovitoga profesora Industrijske mikrobiologije i Biokemijskog inženjerstva na Tehnološkom fakultetu Sveučilišta u Zagrebu izabrana je 1964. godine. Ustanovljenjem počasnoga zvanja professor emeritus među prvima je 1997. godine primila ovo najviše zvanje Sveučilišta u Zagrebu. Već 1970. godine sudjelovala je u organizaciji četiriju poslijediplomskih studija iz biokemijskoga inženjerstva i iz zaštite okoliša. Njezin znanstveni doprinos ima 110 znanstvenih radova, 53 stručna rada i 13 registriranih patenata. Promicanju znanosti pridonosila je i kao članica mnogih hrvatskih i inozemnih znanstvenih društava. Bila je prorektorica Sveučilišta u Zagrebu, a za svoju znanstvenu djelatnost, te kao utemeljitelj biotehnologije na ovim prostorima, kao i doprinos biotehnologiji u svijetu, primila je mnoga domaća i inozemna priznanja (medalju Lavoslav Ružička, medalju Purkinja, orden zasluga za narod sa srebrnim vijencem, medalju grada Zagreba, priznanje Charta Rabuziana, nagradu Fran Bošnjaković). Potpisnica je povelje o osnivanju Europske federacije za biotehnologiju, doživotna predsjednica Počasnoga odbora Biotehničke zaklade Prehrambeno-biotehnološkog fakulteta Sveučilišta u Zagrebu, te počasna članica Akademije tehničkih znanosti Hrvatske.

## Nagrada Vera Johanides
Biotehnologija na ovim prostorima začeta je još 1956., osnivanjem visokoškolskog studija pod nazivom Biotehnologija pri tadašnjem Tehnološkom fakultetu Sveučilišta u Zagrebu, a u suradnji i za potrebe farmaceutske i fermentativne industrije. Od prvih ideja i potreba za stručnjacima na području biotehnologije do njenog međunarodnog prepoznavanja kao visoke tehnologije, čija će primjena u budućnosti promijeniti mnoga područja djelovanja čovjeka, proteklo je dvadesetak godina. Na prvom Europskom kongresu biotehnologije, održanom 25. rujna 1978. u Interlakenu u Švicarskoj, potpisan je Dokument o osnivanju Europske federacije za biotehnologiju. Jedna od prvih potpisnica Dokumenta bila je predsjednica Udruženja jugoslavenskih društava mikrobiologije i predsjednica Hrvatskog društva za mikrobiologiju prof. dr. sc. Vera Johanides. Od osnivanja Akademije tehničkih znanosti Hrvatske 1993., prof. emeritus Vera Johanides bila je počasna članica Akademije, sve do 2000., kada je preminula u 83. godini života. Bila je ugledna znanstvenica koja je, pored svojega predanog rada kao odgajateljica mladih stručnjaka na diplomskim i poslijediplomskim studijima, ostvarila izvrsnu suradnju s gospodarstvom na području proizvodnje antibiotika, fermentacijskih procesa i zaštite okoliša. Svojim je patentima dala veliki doprinos i zaštiti intelektualnog vlasništva. Akademija je stoga svojoj godišnjoj nagradi namijenjenoj mladim znanstvenicima koji nisu članovi Akademije dodijelila njezino ime. Godišnje nagrade (do pet godišnje) dodjeljuju se redovito od 2003., a sredstva su osigurana iz gospodarstva.

## Vanjske poveznice
- Zagrebački.info - Vera Johanides  Arhivirana inačica izvorne stranice od 10. rujna 2015. (Wayback Machine)
- Vera Johanides Hrvatska tehnička enciklopedija, portal hrvatske tehničke baštine. LZMK